# Tramwaje w Avranches
Tramwaje w Avranches − zlikwidowany system komunikacji tramwajowej we francuskim mieście Avranches, działający w latach 1907−1914. 

## Historia
Linię tramwajową w Avranches otwarto w 1907. Od początku linię obsługiwały tramwaje elektryczne. Linia tramwajowa o długości 3 km  i rozstawie szyn 1000 mm połączyła dworzec kolejowy z Croix de Perrières. Do obsługi linii posiadano 3 dwuosiowe wagony silnikowe. Tramwaje na linii kursowały 12 razy w każdym kierunku. Kursowanie tramwajów na linii wstrzymano w 1914 w czasie mobilizacji ludności do wojska i już nigdy nie wznowiono kursowania tramwajów. 